# Tršice
Tršice (deutsch Trschitz, auch Tirschitz, ehemals Tirsice) ist eine Gemeinde im Okres Olomouc, Tschechien.

## Geographie
Tršice liegt 12 Kilometer südwestlich von Olmütz, zehn Kilometer nördlich von Přerov bzw. 13 Kilometer nordwestlich von Leipnik im Tirschitzer Hügelland (Tršická pahorkatina) im Tal des Baches Olešnice.
Nachbarorte sind Doloplazy, Olešnice und Daskabát im Norden, Velký Újezd und Výkleky im Nordosten, Zákřov, Hýk und Hambálek im Osten, Lazníky im Südosten, Prostřední Mlýn, Dolní Mlýn, Penčice und Penčičky im Süden, Nelešovice, Lipňany im Südwesten, Přestavlky und Vacanovice im Westen sowie Čechovice und Svésedlice im Nordwesten.

## Geschichte
Eine erste schriftliche Erwähnung stammt aus dem Jahr 1228. Im Jahr 1437 erstand Mladota von Prusinowitz von seinem Schwager das Dorf samt dem Vorwerk, Höfen und Patronat. 1526 wurde Tršice zum Städtchen erhoben. Im Jahre 1568 verkaufte Nikodem von Bobolusk die Herrschaft Tršice, bestehend aus dem Schloss, dem Hof, der Mühle, der Brauerei und dem Städtchen Tršice, dem neuen Dorf Otěhřib oder Daskabát sowie der Hälfte des wüsten Dorfes Zákřov an den Olmützer Bischof Wilhelm Prusinovský von Víckov. Durch das Bistum Olmütz wurde die kleine Herrschaft beträchtlich erweitert. Im Jahre 1700 umfasste diese nunmehr die Dörfer Vacanovice, Radslavice, Pacetluky, Lipňany, Daskabát und Sušice. Neben den untertänigen Dörfern unterlagen dem Tršicer Bierzwang auch die Olmützer Kapitulargüter Penčice, Čelechovice, Výkleky, Dub, Uhřičice, Suchonice, Dluhonice, Nenakonice, Křenovice und Polkovice sowie die Vikariatspräbenden Krčmaň, Doloplazy und Nelešovice.
Am 19. Juli 1830 zerstörte ein Stadtbrand das Schloss mit allen Wirtschaftsgebäuden und der Brauerei sowie die Kirche, das Pfarrhaus und 41 Häuser. Bis zur Mitte des 19. Jahrhunderts blieb Tršice immer eine eigene Herrschaft im Besitz des Bistums.
Die Brauerei wurde in den 1880er Jahren stillgelegt und 1884 zu einer Mälzerei umgebaut. Während des Ersten Weltkrieges ging die Mälzerei Wolf & Neumann in Konkurs. Mehrere Einwohner der Gemeinde halfen während des Zweiten Weltkrieges, die jüdische Familie Wolf zu verstecken. Sechs von ihnen erhielten dafür den Ehrentitel Gerechter unter den Völkern. Am 19. April 1945 wurden durch die Gestapo und die Wlassow-Armee beim Massaker von Kianitz (tschechisch Kyjanice) in den Oderbergen 19 Menschen ermordet, die größtenteils aus Zákřov stammten.

## Gemeindegliederung
Die Gemeinde Tršice besteht aus den Ortsteilen Hostkovice (Hoskowitz), Lipňany (Lipnian), Přestavlky (Pschestawlk), Tršice (Tirschitz), Vacanovice (Watzanowitz) und Zákřov (Stauden), die zugleich auch Katastralbezirke bilden.

## Sehenswürdigkeiten

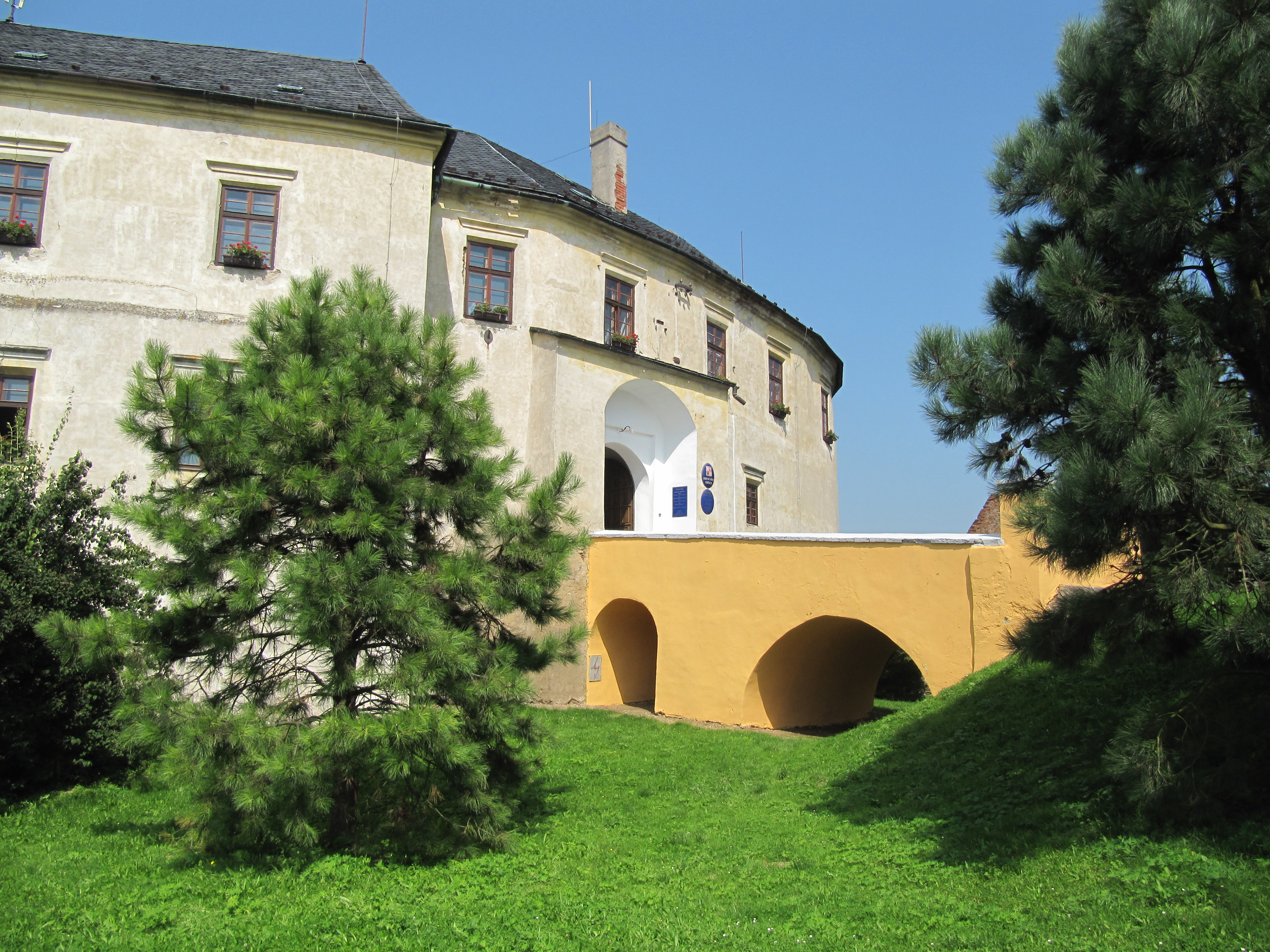
Schloss Tršice

- Schloss Tršice, der dreiflügelige Bau entstand aus einer Feste aus dem 16. Jahrhundert. Es dient heute als Museum.
- Neobarocke Kirche Mariä Wiegenfest, erbaut 1905–1906 nach einem Entwurf von Eduard Zotter.